# Victor Cosson
Pour les articles homonymes, voir Cosson (homonymie).
Victor Cosson, né le 11 octobre 1915 à Lorges (Loir-et-Cher) et mort le 18 juin 2009 à Boulogne-Billancourt (Hauts-de-Seine), est un coureur cycliste français. 

## Biographie
Embauché comme menuisier chez Renault, il fait ses débuts sportifs à l'AC Boulogne-Billancourt et devient ajusteur puis se lance dans une carrière professionnelle de cycliste, participant à 3 Tour de France en terminant troisième de l'édition 1938. Sa carrière est interrompue par la guerre.
Durant celle-ci, il est affecté au théâtre des armées où il accompagne Charles Trenet dans ses tournées. Sous l'Occupation, comme bien d'autres "copains", il se nourrit grâce aux ravitaillements des courses organisées par Jean Leulliot en particulier.
En 1948, il trouve à travailler en tant que motard de presse, métier qu'il exercera jusqu'à la retraite en 1976. Sa sépulture est au cimetière Pierre-Grenier (division 5), à Boulogne-Billancourt.

## Palmarès
- 1935
  - Paris-Brézolles
  - 2e du championnat de France des sociétés
- 1937
  - 3e du Critérium des As
- 1938
  - Ronde des Mousquetaires
    - 2e étape
    - 2e du Classement Général

  - 3e du Tour de France
- 1939
  - 3e du Grand Prix d'Antibes
- 1942
  - Quatre Jours de la route du Dauphinois
- 1943
  - Paris-Camembert
- 1944
  - 3e du championnat de France de cyclo-cross

## Résultats sur les grands tours

### Tour de France
4 participations
- 1937 : 17e
- 1938 : 3e
- 1939 : 25e
- 1947 : abandon (10e étape)

### Tour d'Espagne
1 participation
- 1942 : hors délais (5e étape[2])